# Japan Rugby League One
La Japan Rugby League One (fino al 2021 Top League) è il campionato nazionale giapponese di rugby a 15. Creata dalla federazione giapponese di rugby nel 2003 allo scopo di favorire lo sviluppo del rugby professionistico in Giappone.  Attualmente è articolato su tre divisioni: la prima, che assegna il titolo di campione nazionale, è composta da 12 squadre, la seconda divisione da 6 squadre, la terza divisione da 5 squadre. 
Molti rugbisti professionisti stranieri, provenienti principalmente dall'emisfero australe, hanno giocato in Top League contribuendo a innalzare il livello della competizione.

## Squadre

### Prima Divisione

#### Squadre 2023-24
| Squadra               | Regione              |
| --------------------- | -------------------- |
| Yokohama Canon Eagles | Yokohama             |
| Kintetsu Liners       | Higashiōsaka, Kansai |
| Kōbe Steelers         | Kōbe, Kansai         |
| Honda Heat            | Suzuka, Mie          |
| Wild Knights          | Ota, Kanto           |
| Black Rams            | Setagaya, Kanto      |
| Brave Lupus           | Fuchu, Kanto         |
| Toyota Verblitz       | Toyota, Chubu        |
| Blue Revs             | Iwata, Chubu         |
| Kubota Spears         | Funabashi, Chiba     |
| Dynaboars             | Sagamihara, Kanagawa |
| Sungoliath            | Fuchū, Kanto         |

### Seconda Divisione

#### Squadre 2023-24
| Squadra               | Regione                  |
| --------------------- | ------------------------ |
| Urayasu D-Rocks (NTT) | Urayasu City, Chiba      |
| Green Rockets         | Abiko, Chiba             |
| Toyota Shuttles       | Aichi                    |
| Red Hurricanes        | Osaka                    |
| Kyuden Voltex         | Fukuoka                  |
| Kamaishi Seawaves     | Iwate Prefecture, Tōhoku |

### Terza Divisione

#### Squadre 2023-24
| Squadra                    | Regione          |
| -------------------------- | ---------------- |
| Hino Red Dolphins          | Hino, Tokyo      |
| Shimizu Koto Blue Sharks   | Chūō, Kanto      |
| Skyactivs Hiroshima        | Fuchū, Hiroshima |
| Kurita Water Gush Akishima | Atsugi, Kanagawa |
| Chugoku Red Regulions      | Hiroshima        |

## Albo d'oro
| Anno    | Squadra campione   | Risultato    | Finalista \ Seconda classificata |
| ------- | ------------------ | ------------ | -------------------------------- |
| 2003-04 | Kōbe Steelers      | Girone unico | Brave Lupus                      |
| 2004-05 | Brave Lupus        | Girone unico | Blue Revs                        |
| 2005-06 | Brave Lupus        | Girone unico | Sungoliath                       |
| 2006-07 | Brave Lupus        | 14 - 13      | Sungoliath                       |
| 2007-08 | Sungoliath         | 14 -10       | Wild Knights                     |
| 2008-09 | Brave Lupus        | 17- 6        | Wild Knights                     |
| 2009-10 | Brave Lupus        | 6 - 0        | Wild Knights                     |
| 2010-11 | Wild Knights       | 28 - 23      | Sungoliath                       |
| 2011-12 | Sungoliath         | 47 - 28      | Wild Knights                     |
| 2012-13 | Sungoliath         | 19 - 3       | Brave Lupus                      |
| 2013-14 | Wild Knights       | 45 - 22      | Sungoliath                       |
| 2014-15 | Wild Knights       | 30 - 12      | Blue Revs                        |
| 2015-16 | Wild Knights       | 27 - 26      | Brave Lupus                      |
| 2016-17 | Sungoliath         | Girone unico | Blue Revs                        |
| 2017-18 | Sungoliath         | 12 - 8       | Wild Knights                     |
| 2018-19 | Kōbe Steelers      | 55 - 5       | Sungoliath                       |
| 2019-20 | Stagione annullata |              |                                  |
| 2021    | Wild Knights       | 31-26        | Sungoliath                       |
| 2022    | Wild Knights       | 18-12        | Sungoliath                       |
| 2023    | Kubota Spears      | 17-15        | Wild Knights                     |

## Giocatori famosi stranieri
- Tomás Leonardi
- Tomás Vallejos Cinalli
- George Gregan
- Stephen Larkham
- Matt Cockbain
- Nathan Grey
- Toutai Kefu
- Joe Roff
- Mark Gerrard
- Colin Yukes
- Kele Leawere
- Marika Vunibaka
- Tony Brown
- Leon MacDonald
- Reuben Thorne
- Glen Osborne
- Rico Gear
- Semo Sititi
- Jaco van der Westhuyzen
- Thinus Delport
- Pierre Hola
- Hale T-Pole
- Sione Tu'ipulotu
- Mike Hercus
- Todd Clever
- Dane Coles
- Liam Williams
- Brodie Retallick
- Ardie Savea
- Kwagga Smith
- Sam Cane

## Loghi storici

Logo utilizzato dal 2003 al 2021
Logo utilizzato dal 2022